# Aixonè

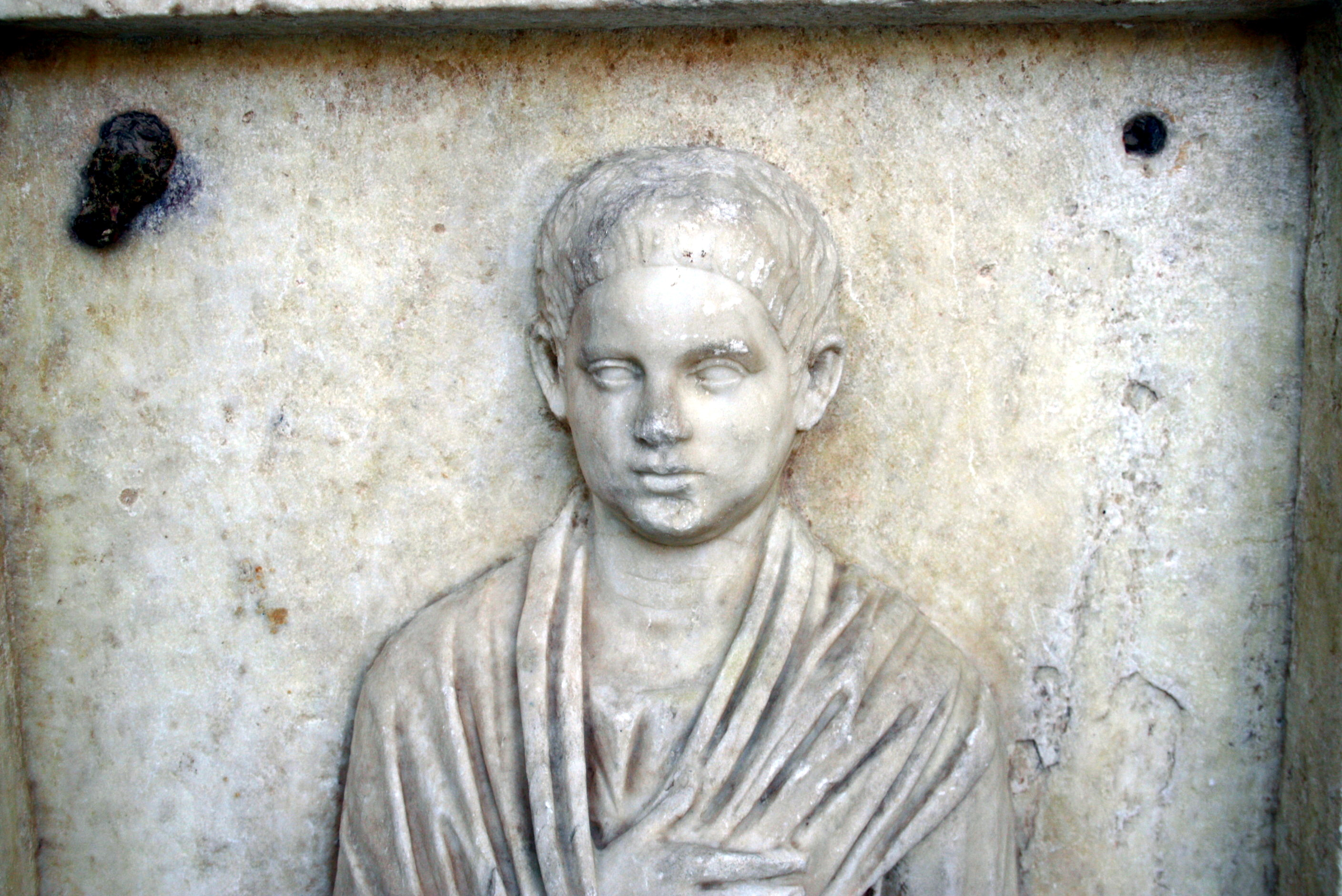
Stèle funéraire d'un enfant du dème d'Aixonè, Philetos. Stèle du 1er siècle après J.-C.

Aixonè (en grec ancien Ἀιξωνή) est un dème de l’Athènes antique, sur la côte, au sud de la ville, autour de l’actuelle Glyfáda, même si les limites exactes restent incertaines. Selon la tradition, les habitants de ce dème sont réputés pour être querelleurs,. Le général athénien Lachès est originaire d’Aixonè.

## Trame urbaine
D'après les inscriptions retrouvées et les quelques découvertes archéologiques, le dème d'Aixonè possédait un sanctuaire à la déesse Hébé, un théâtre, non localisé encore, une agora, comme chaque dème, mais non encore localisée et un port.

## Un important lieu de production viticole
La vigne constitue un capital demandant beaucoup de soin explique sans doute le caractère très directif des baux de parcelles plantés de vigne : à Aixonè, un contrat de quarante ans prévoit qu’un vigneron vienne contrôler, au cours des cinq dernières années du bail, si les pieds ont été correctement entretenus par le locataire, et dans le cas contraire, rétablisse la situation de la parcelle pour qu’elle puisse être transmise dans de bonnes conditions à un autre locataire au terme du bail. Ce recépage est prévu dès le début du bail du dème d’Aixonè : les arbres existants doivent être abattus et leurs excroissances entretenues, de manière qu’à l’issue du bail, quarante ans plus tard, le propriétaire dispose d’arbre en pleine maturité, dont la production aura été exploitée par le locataire pendant une à deux décennies. Quand l’arbre est trop vieux ou gelé, on le coupe pour pratiquer le recépage à partir des jeunes pousses (gourmands) issues de la souche, ce qui assure une production maximale en deux fois moins de temps que lors d’une plantation simple : c’est ce qui a permis aux producteurs d’huile d’Attique de retrouver leur production d'avant les destructions de la guerre du Péloponnèse en vingt ans au lieu de quarante